# Trieux
Trieux è un comune francese di 2 025 abitanti situato nel dipartimento della Meurthe e Mosella nella regione del Grand Est. Si trova nella regione storica della Lorena.

## Società

### Evoluzione demografica
Abitanti censiti